# EMM386
EMM386 è un gestore di memoria espansa dei sistemi operativi MS-DOS e DR-DOS, sui processori Intel 80386.
La tecnica fu utilizzata per la prima volta durante lo sviluppo di CEMM, inclusa nel Compaq DOS 3.31 nel 1987. La versione di Microsoft apparve per la prima volta con Windows/386 2.1 nel 1988 e nel MS-DOS 4.01, come EMM386.SYS, nel 1989.
Come gli altri gestori di memoria espansa, EMM386 utilizzava la modalità 8086 virtuale del processore.
EMM386 poteva allocare memoria nei blocchi inutilizzata nella Upper Memory Area (UMA), permettendo ai driver e ai programmi TSR di essere caricati in quell'area, risparmiando preziosa memoria convenzionale. (Per maggiori dettagli, vedere Upper Memory Area.)